# Carl Krauch
Carl Krauch (7 aprile 1887 – 3 febbraio 1968) è stato un chimico, imprenditore e criminale di guerra nazista tedesco.
Era un dirigente di BASF (poi IG Farben), durante la seconda guerra mondiale fu presidente del consiglio di sorveglianza. Fu uno dei principali attuatori del Piano quadriennale del Reich per raggiungere l'autosufficienza economica nazionale e promuovere la produzione industriale. Fu plenipotenziario per le questioni speciali nella produzione chimica, senatore della Società Kaiser Wilhelm e professore onorario all'Università di Berlino. Fu condannato al processo all'IG Farben dopo la seconda guerra mondiale e condannato a sei anni di carcere.

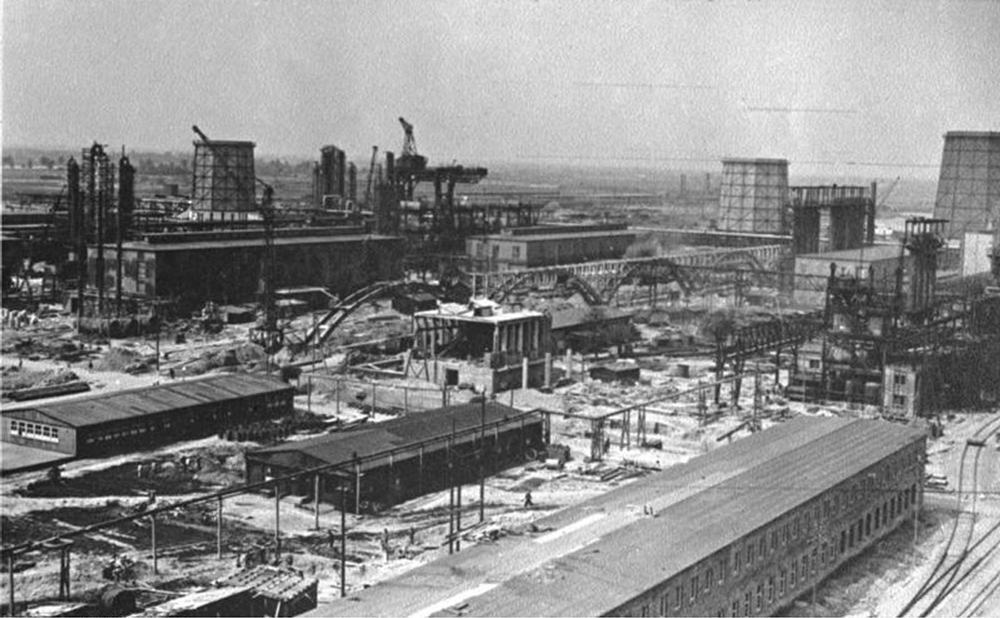
Impianto IG Farben a Monowitz in costruzione a circa 10 chilometri da Auschwitz, 1942

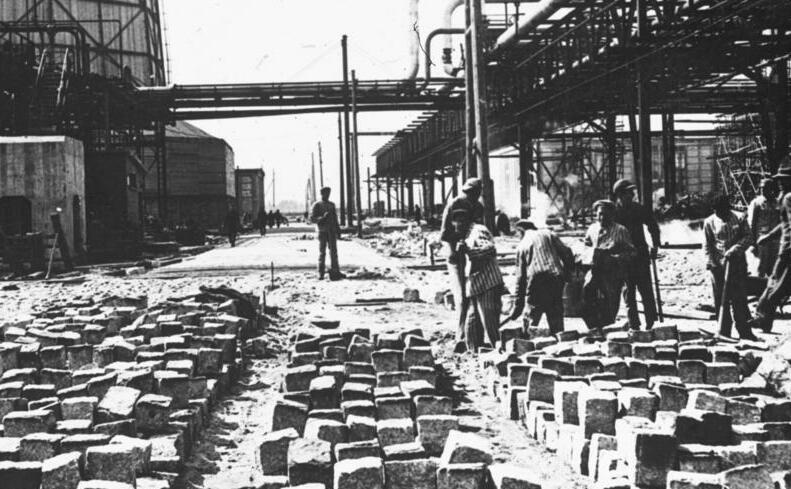
Prigionieri del campo di concentramento, identificati dagli abiti a righe al lavoro a Monowitz

## Biografia

### Istruzione
Dal 1906 al 1912, Krauch studiò alla Justus Liebig-Universität Gießen e alla Ruprecht-Karls-Universität Heidelberg. Dal 1911 al 1912 fu assistente didattico non retribuito di R. Stallé a Heidelberg. Ha conseguito il dottorato nel 1912 con Theodor Curtius a Heidelberg.

### Carriera
Dal 1912, Krauch fu impiegato presso BASF, in seguito IG Farbenindustrie AG. Fu membro di lunga data del consiglio di amministrazione e del comitato generale e presidente del consiglio di sorveglianza dal 1940 al 1945, succedendo a Carl Bosch come presidente. Dal 1936, Krauch era a capo del dipartimento di ricerca e sviluppo dell'Amt für Deutsche Roh- und Werkstoffe. Dal 1939 fu a capo del ribattezzato Reichsamtes für Wirtschaftsausbau ("Ufficio del Reich per l'espansione economica"), istituito nel 1936 come parte del piano quadriennale per raggiungere l'autosufficienza economica nazionale e promuovere la produzione industriale soprattutto per il riarmo. L'Amt für Deutsche Roh- und Werkstoffe era soprannominato Amt für IG-Farben Ausbau ("Ufficio per l'espansione di IG Farben"), a causa delle sue doppie posizioni del capo.
Dal 1938 al 1945 Krauch fu plenipotenziario per le questioni speciali nella produzione chimica e membro del consiglio di amministrazione del Reichsforschungsrat (RFR, Consiglio di ricerca del Reich). Inoltre, è stato professore onorario alla Friedrich-Wilhelms-Universität (in seguito Humboldt-Universität zu Berlin). Krauch fu anche membro del Senato della Kaiser-Wilhelm Gesellschaft (KWG).
Krauch era un membro del Partito nazionalsocialista dei lavoratori dal 1937.

## Processo IG Farben
È stato un imputato nel processo IG Farben del dopoguerra, riconosciuto colpevole dell'accusa di "Crimini di guerra e crimini contro l'umanità attraverso la partecipazione alla riduzione in schiavitù e alla deportazione ai lavori forzati su scala gigantesca di detenuti e civili dei campi di concentramento nei paesi occupati, e di prigionieri di guerra, e il maltrattamento, il terrore, la tortura e l'omicidio di persone schiavizzate". Fu condannato a sei anni di reclusione, e poi liberato nel 1950.
Successivamente divenne membro del consiglio di sorveglianza della Bunawerke Hüls GmbH. Nei processi di Auschwitz - Francoforte, come testimone, il 19 febbraio 1965, negò ogni conoscenza degli eventi di Monowitz, quella parte del complesso di Auschwitz progettata per produrre carburante sintetico e gomma butadiene. Carl Krauch morì il 3 febbraio 1968.